# Cessna Skymaster
Die Cessna 336 Skymaster und 337 Super Skymaster sind sechssitzige, zweimotorige propellergetriebene Schulterdecker des US-amerikanischen Flugzeugherstellers Cessna Aircraft Company. Sie wurden zwischen 1963 und 1982 in mehreren zivilen und militärischen Varianten gefertigt. Von der militärischen Turboprop-Variante Cessna 348 (O-2T) wurde lediglich ein Prototyp gebaut.
Aufgrund der heutigen Emissionsschutzbestimmungen in Deutschland ist die Skymaster wegen ihrer beträchtlichen Lärmentwicklung nur noch begrenzt einsetzbar.

## Konstruktion

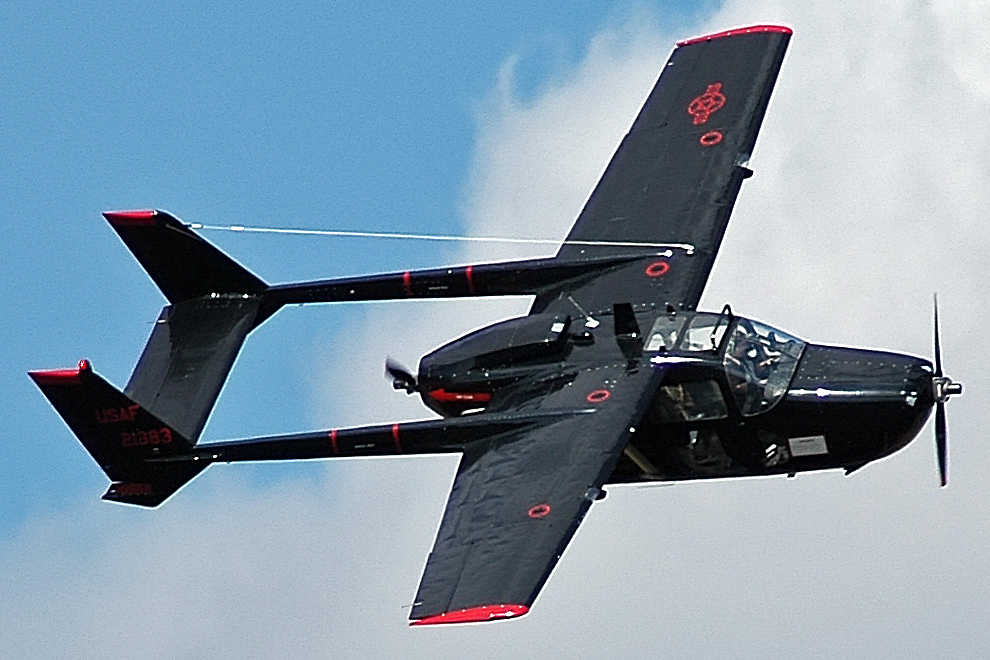
Eine Cessna O-2

Nach langen Untersuchungen wählte Cessna bei der Konstruktion der Skymaster eine recht ungewöhnliche Auslegung, das so genannte Zentralschubsystem. Der Rumpf wurde als Gondel konstruiert, an deren Bug sich ein Motor mit einem Zug- und am Heck ein Motor mit einem Druckpropeller befindet. Die Anordnung der beiden Motoren in der Mittelachse des Flugzeuges hat gegenüber der klassischen Anordnung an den Tragflächen den Vorteil, dass beim Ausfall eines Motors kein Gieren um die Hochachse auftritt. Dadurch kann das Seitenleitwerk kleiner ausgeführt werden. Dies macht die Skymaster bei Motorausfall leichter beherrschbar und spart Treibstoff im Normalbetrieb.
Die Kühlprobleme des Heckmotors konnten allerdings nie wirklich behoben werden.
Es kam mehrfach zu Startunfällen, weil der Heckmotor bereits beim Rollen unbemerkt vom Piloten ausgefallen war.
Der schallisolierte Rumpf wurde in Ganzmetall-Halbschalenbauweise gefertigt und hat nur eine Tür, die sich auf der rechten Seite befindet. Heizung und Belüftung sind serienmäßig.
Die in Schulterdecker-Anordnung ausgeführten Tragflächen sind zur Rumpfunterseite hin abgestrebt. Das Leitwerk ist als Doppelleitwerk ausgelegt, das sich an den Enden von Auslegern befindet, die von der Tragflächenhinterkante nach hinten ragen. Durch diese relativ einfache Auslegung versprach sich Cessna geringe Produktionskosten, mehr Sicherheit sowie vor allem ein einfacheres fliegerisches Handling.
Die Tragflächen haben elektrisch betätigte Spaltklappen, auf Kundenwunsch wurden Tragflächen und Leitwerk mit einer pneumatischen Enteisungsanlage ausgestattet.
Das Flugzeug hat ein Einziehfahrwerk mit lenkbarem Bugrad und hydraulisch betätigten Scheibenbremsen.
Die Konstruktion der Skymaster begann am 25. Januar 1960, eine Attrappe wurde im Juli 1960 gebaut.

## Varianten

### Modell 336
Das erste Skymaster-Modell war die Baureihe 336. Diese Version mit einem starren Dreibeinfahrwerk hatte ihren Erstflug am 28. Februar 1961.

Cessna 336 D-GADE

Mit der Serienfertigung wurde nach der Musterzulassung der FAA im Jahre 1963 begonnen; insgesamt wurden von der 336, die mit zwei Motoren des Typs Continental IO-360-A mit einer Leistung von je 157 kW ausgestattet war, bis Mitte 1964 eine Stückzahl von 195 Maschinen produziert.
Neben der Standardcockpitauslegung von 4 Personen waren auch Ausstattungsvarianten bis zu 6 Personen möglich.
Soweit bekannt, existieren in Deutschland Stand 2010 nur noch zwei Cessna 336.
Von 1975 bis 1979 wurde eine Cessna 336 in Koblenz-Winningen zu Taxi- und Rundflügen eingesetzt. Später wurde diese Maschine dann von einem Privatmann in Koblenz betrieben und danach nach Worms verkauft.

### Modell 337
Der Typ 337 Super Skymaster (später wurde auf das „Super“ im Namen verzichtet und die Bezeichnung in 337 Skymaster geändert) hatte seinen Erstflug am 30. März 1964 und wurde von Cessna im Jahre 1965 präsentiert. Diese Maschine hatte geringfügig größere Abmessungen als die 336, stärkere Triebwerke, ein Einziehfahrwerk und auf Grund der bei dem Vorgängermodell oftmals aufgetretenen Überhitzungsprobleme des Heckmotors für diesen einen zusätzlichen Lufteinlass. Der Erstflug der Maschine fand am 30. März 1964 statt. Insgesamt gab es bis zum Produktionsende 1980 die Typen 337A bis 337H, die ab 337C auch mit aufgeladenen Motoren ausgerüstet werden konnten. Die Modelle 337G und 337H waren ab 1974 auch in einer Version mit Druckkabine lieferbar, die daraufhin als P337 „Pressurized Skymaster“ vertrieben wurde. Man erkennt diese an gegenüber den anderen Versionen kleineren abgerundeten Kabinenfenstern und an der zweiteiligen druckdichten Tür. Eine Luxusversion war die T337GP, die mit Druckkabine und aufgeladenen Motoren ausgestattet war. Insgesamt wurden 2678 Maschinen (davon 356 mit Druckkabine) der verschiedenen 337-Varianten in den USA gebaut.

### Modell T337/T377G
1967 erschien die T377, eine Skymaster mit Turboaufladung, und 1972 die druckbelüftete Version T377G.

### Militärische Variante O-2

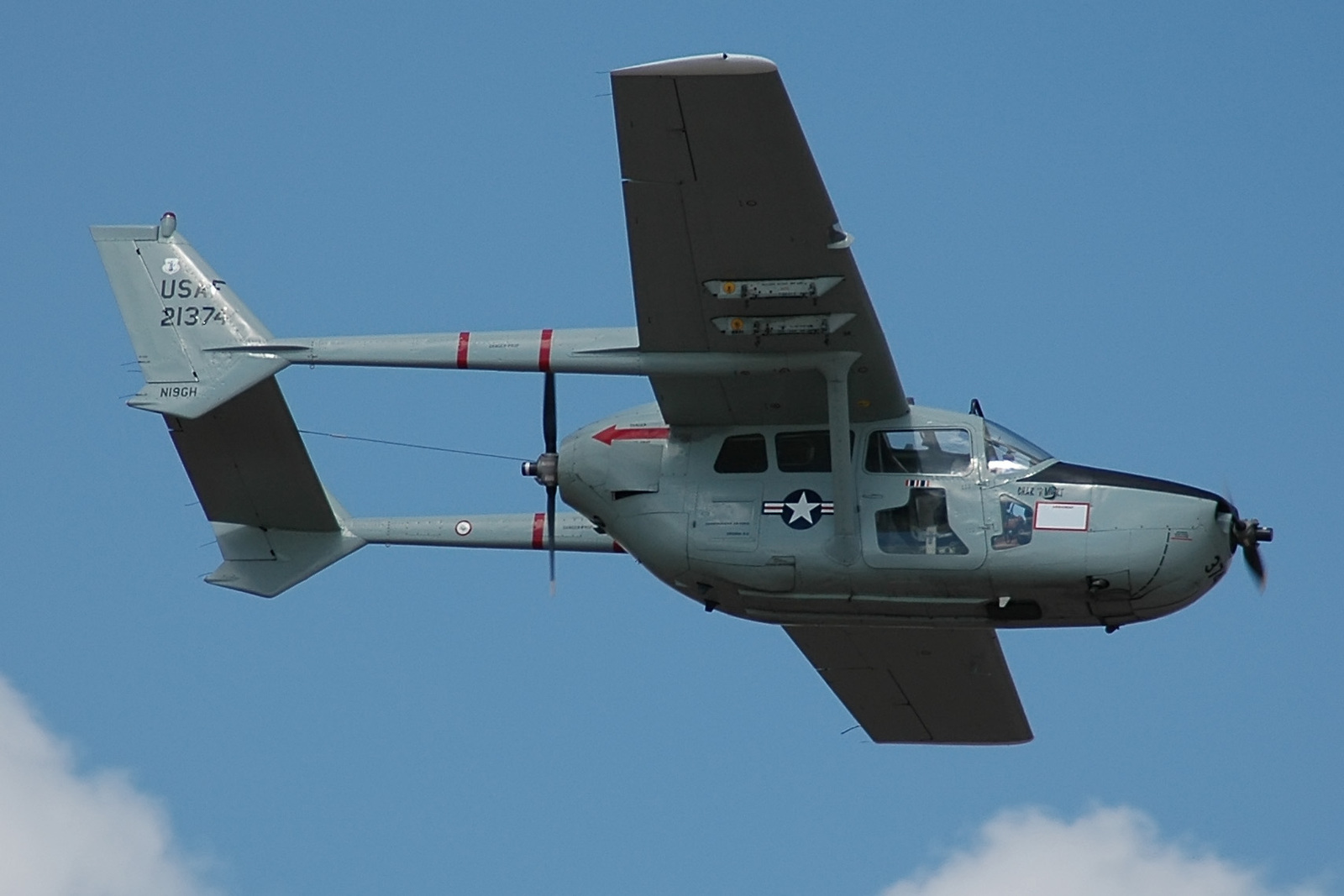
Cessna O-2 Skymaster

Die Cessna O-2 ist ein zweimotoriges Militärflugzeug des US-amerikanischen Flugzeugherstellers Cessna Aircraft Company auf Basis des zivilen Modells 337 „Skymaster“.

#### Geschichte
Aufgrund der Erfahrungen während des Vietnamkriegs bestand für die USAF ein Bedarf an kleinen Flugzeugen für den Fliegerleitdienst, wobei diese Maschinen neben dem Piloten mit einem so genannten Forward Air Controller, dem Beobachter, besetzt werden sollten. Nicht zuletzt sollten diese Flugzeuge die inzwischen veralteten Cessna O-1 Bird Dog ersetzen. Im Film Apocalypse Now war eine solche Maschine in dieser Rolle zu sehen, im Film BAT-21 ist eine Maschine dieses Typs (geflogen von Danny Glover als Pilot „Birddog“) ein wichtiger Bestandteil der Handlung.
Um die Kosten einer Neuentwicklung zu sparen, suchte man für diesen Zweck nach einem geeigneten Serienprodukt. Ende des Jahres 1966 fiel die Wahl auf die Cessna 337 Skymaster.
Äußerlich unterschied sich die O-2 (das O steht für das englische Wort Observation = Beobachtung) von der 337 lediglich durch zusätzliche Fenster für den Beobachter sowie die vier an den Tragflächen angebrachten Träger für Außenlasten. An diesen Trägern konnten Leuchtkörper, leichte Waffen oder Raketen angebracht werden. Im Gegensatz zur zivilen Variante waren die O-2 mit für die damalige Zeit äußerst modernen Funk- und Navigationsanlagen ausgestattet.
Die vollständige Bezeichnung der Standardversion dieses Flugzeuges, von der insgesamt 501 Exemplare an die US-amerikanische Luftwaffe und Anfang 1970 12 Stück an die iranische Luftwaffe geliefert worden sind, lautete O-2A.
Die US-amerikanische Luftwaffe stellte ihre letzten O-2 in den 1980er-Jahren außer Dienst.

#### Variante O-2B
Für die psychologische Kriegsführung wurden 31 Maschinen mit je drei 600 Watt leistenden Audio-Verstärkern, Richtlautsprechern sowie einer Abwurfvorrichtung für Flugblätter ausgestattet. Diese als zivile Cessna 337 gebauten Flugzeuge erhielten die Bezeichnung O-2B. Ferner waren diese nicht mit den Zusatzfenstern für den Beobachter versehen.

#### Variante O-2T
Unter der Typenbezeichnung Cessna 348 (militärisch: O-2T) absolvierte im Herbst 1969 ein mit zwei Turboprop-Triebwerken der Baureihe Allison 250 von je 317 WPS ausgerüsteter Prototyp seinen Erstflug. Die Leistungsdaten dieser als Feuerleitflugzeug geplanten Version waren entsprechend verbessert. Abgeleitet von der O-2B sollte daraus die Serienversion O-2TT mit verlängertem Rumpf (9,85 m) und größerer Tragfläche (Spannweite 13,11 m / Flügelfläche 18,81 m²) entstehen, die jedoch nicht realisiert wurde.

### Grundlage für ein fliegendes Auto

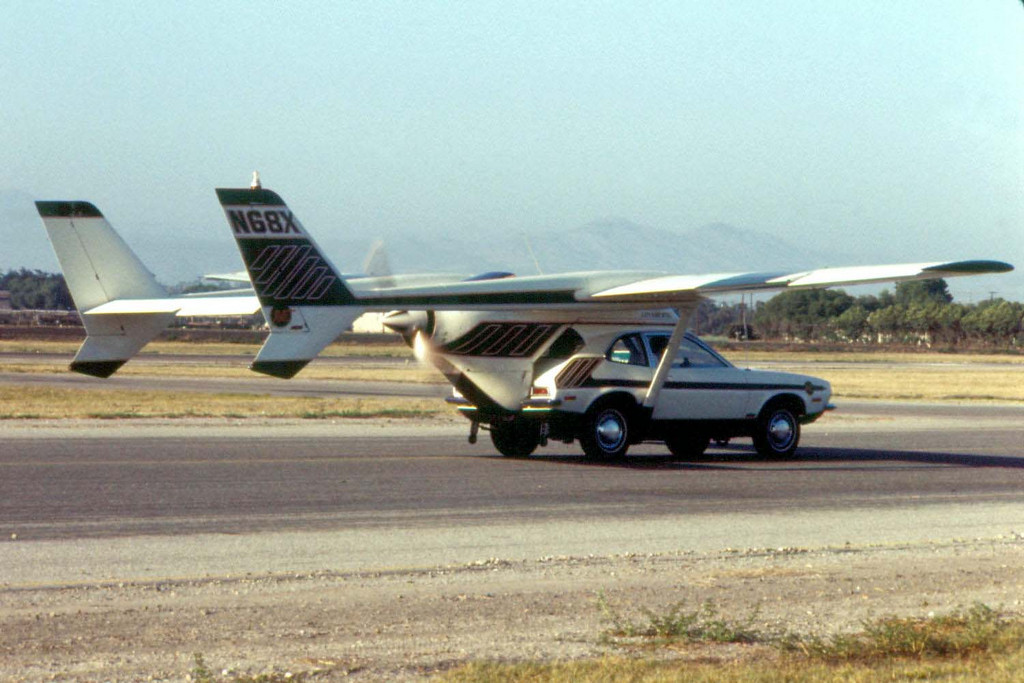
AVE Mizar auf dem Oxnard Flugplatz, Oxnard, California – August 1973

Ferner diente sie als Grundlage für das fliegende Auto AVE Mizar, das aber bei einem Testflug abstürzte.

## Militärische Produktion
Abnahme der O-2 durch die USAF:
| Version              | 1967 | 1968 | 1969 | 1970 | 1971 | 1972 | SUMME |
| -------------------- | ---- | ---- | ---- | ---- | ---- | ---- | ----- |
| O-2A                 | 157  | 35   | 174  | 101  |      |      | 467   |
| O-2B                 | 31   |      |      |      |      |      | 31    |
| Cessna 337 Grant Aid |      |      |      |      |      | 4    | 4     |
| SUMME                | 188  | 35   | 174  | 101  | 0    | 4    | 502   |

## Militärische Nutzer

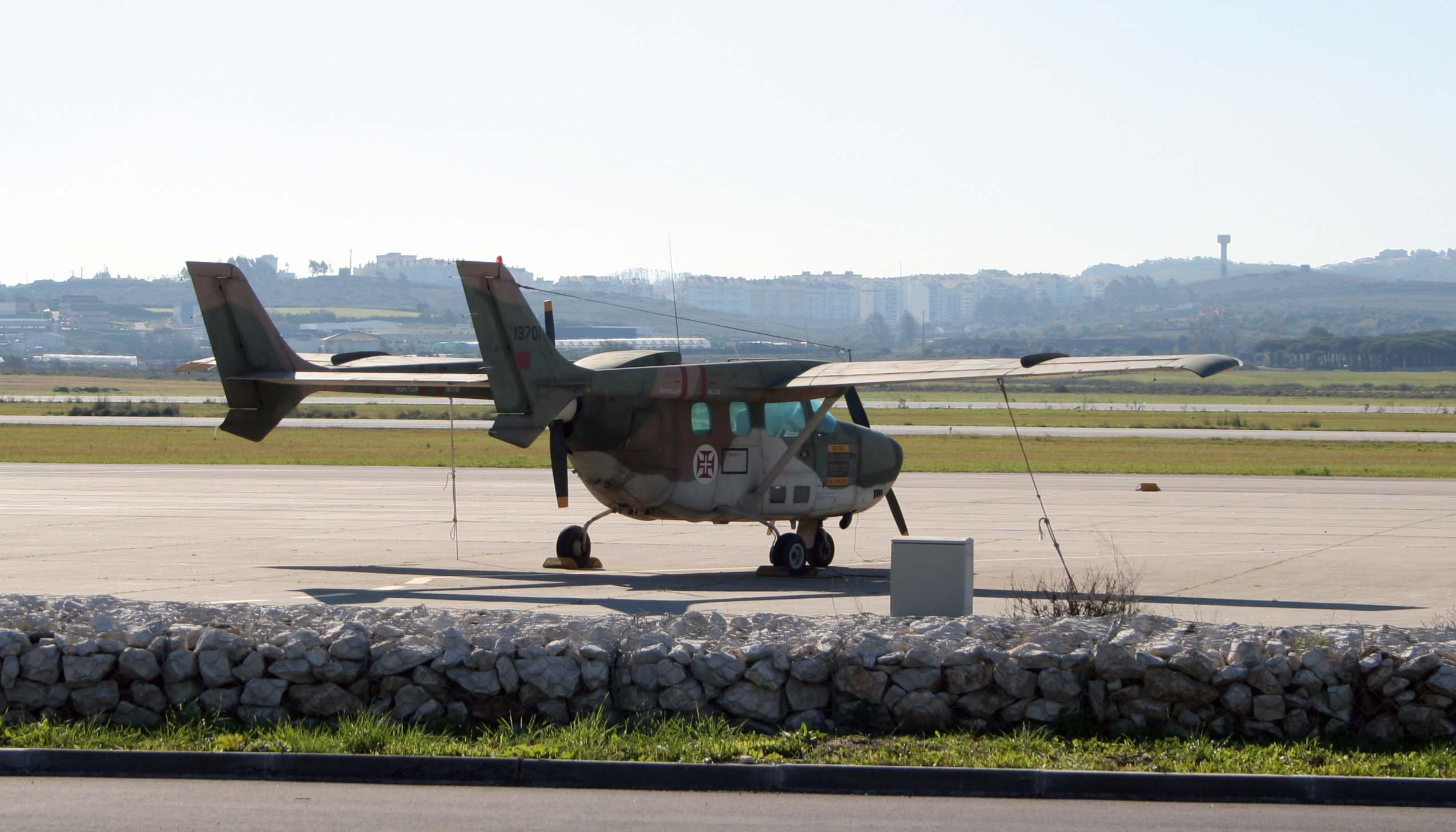
FTB337 der portugiesischen Luftwaffe

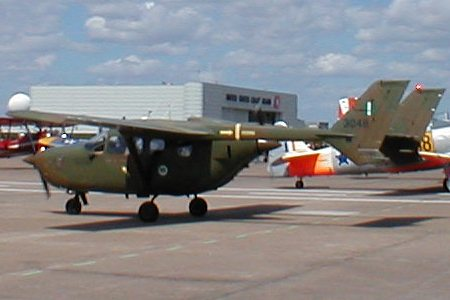
Pakistanische O-2A

Nach worldairforces.com und Taylor
- Äthiopien
- Argentinien
- Bangladesch
- Belgien
- Benin
- Burkina Faso
- Chile
- Costa Rica
- Ecuador
- El Salvador
- Eswatini
- Frankreich
- Gabun
- Guinea
- Guinea-Bissau
- Haiti
- Iran
- Jamaika
- Kolumbien
- Liberia
- Libyen
- Mauretanien
- Mexiko
- Nicaragua: 8 × 0-2A, 1 × 0-2B
- Niger
- Pakistan
- Paraguay
- Peru
- Portugal
- Sri Lanka
- Rhodesien
- Simbabwe
- Südvietnam
- Südafrika
- Südkorea
- Singapur
- Schweden
- Thailand
- Togo
- Tschad
- Trinidad und Tobago
- Venezuela
- Vereinigte Staaten
- Vietnam
- Zaire
- Zentralafrikanische Republik

## Technische Daten

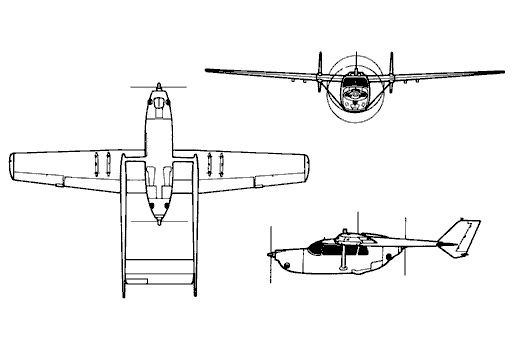
Dreiseitenriss der Cessna O-2 Skymaster

| Kenngröße             | Daten                                                                 |
| --------------------- | --------------------------------------------------------------------- |
| Besatzung             | 1                                                                     |
| Passagiere            | 5                                                                     |
| Länge                 | 9,07 m                                                                |
| Spannweite            | 11,62 m                                                               |
| Höhe                  | 2,79 m                                                                |
| Flügelfläche          | 18,81 m²                                                              |
| Flügelstreckung       | 7,2                                                                   |
| Leermasse             | 1264 kg                                                               |
| max. Startmasse       | 2100 kg                                                               |
| Antrieb               | zwei Continental-Motoren IO-360-GB mit je 157 kW Leistung / je 210 PS |
| Reisegeschwindigkeit  | 315 km/h in 1675 m                                                    |
| Höchstgeschwindigkeit | 332 km/h in Meereshöhe                                                |
| Steigrate             | 366 m/min                                                             |
| Dienstgipfelhöhe      | 5485 m                                                                |
| Reichweite            | 2288 km in 3050 m Höhe                                                |

## Produktionszahlen
Bis zum Ende der Produktion im Jahre 1980 wurden von Cessna insgesamt 1859 „Standard“- bzw. turbogetriebene Skymaster produziert, dazu 332 Maschinen des Typs T337G.
Hinzu kommen 513 Militärversionen, bekannt unter der Typbezeichnung O-2.
Exportiert wurden Cessna Skymaster unter anderem nach Deutschland, Frankreich, Iran, Libyen, Mauretanien, Niederlande, Pakistan, Peru, Portugal und Sri Lanka. Heute existieren nur noch wenige Exemplare. Eine T337G ist am Flugplatz Würzburg-Schenkenturm stationiert.

## Lizenzfertigungen
Neben der Produktion bei Cessna wurden insgesamt 94 Skymaster vom französischen Flugzeughersteller Reims Aviation in Lizenz gefertigt; die zivile Version unter der Bezeichnung FTB337, die Militärvariante unter der Bezeichnung FTMA Milirole.

## Weitere Entwicklungen des Skymasterkonzepts
Eine dezente Modifikation vertrieb später die Fa. Riley als Skyrocket.
Das grundlegende Antriebskonzept der Skymaster wurde in der Adam M-309 (entwickelt von Scaled Composites) und der daraus entstandenen Serienversion Adam A500 der Firma Adam Aircraft Industries verwendet; die Adam A500 hatte am 11. Juli 2002 ihren Erstflug, die Auslieferung der Maschinen begann im Dezember 2005.